# Abel Molinero Pons
Abel Molinero Pons (Madrid, España, 28 de abril de 1989) conocido como Molinero es un futbolista español que juega de centrocampista. Actualmente milita en el Club Deportivo Marchamalo de la Tercera Federación.

## Trayectoria
Abel es un futbolista formado en la cantera del Atlético de Madrid y ha militado en el Atlético de Madrid C y B, para posteriormente incorporarse en 2011 al Almería, con el que ha jugado en el filial de Segunda B y en el equipo de Segunda. 
En 2013, Abel realizó la pretemporada con el Almería, pero solo disputó un partido amistoso en el campo del Águilas, por lo que firmó con el Real Jaén. Más tarde, vistió las camisetas del San Fernando, además del Guadalajara, en el que militó el curso 2014/15.
En 2015, el futbolista se marchó al CD Lugo, procedente del Guadalajara
En 2016, el futbolista se marchó al Fuenlabrada de la Segunda División B de España.
En 2017, el futbolista se incorporó al Real Murcia.
En julio de 2018 el Club de Fútbol Talavera de la Reina se hizo con sus servicios para la temporada 2018-2019.
En agosto de 2019, firma por el Club Lleida Esportiu de la Segunda B, en el que juega durante dos temporadas.
En julio de 2021, firma por el Águilas Fútbol Club de la Segunda División RFEF.
El 31 de enero de 2022, firma por el Club Deportivo Móstoles U.R.J.C. de la Segunda División RFEF.
El 1 de agosto de 2022, ficha por la RSD Alcalá de Tercera Federación.

## Clubes
| Club                                | País   | Temporada     | Categoría          | Partidos | Goles |
| ----------------------------------- | ------ | ------------- | ------------------ | -------- | ----- |
| Atlético de Madrid "B"              | España | 2009–2010     | Segunda B          | 6        | 1     |
| Atlético de Madrid "B"              | España | 2010–2011     | Segunda B          | 9        | 1     |
| UD Almería "B"                      | España | 2011–2012     | Segunda B          | 31       | 5     |
| UD Almería                          | España | 2011–2012     | Segunda División   | 4        | 0     |
| UD Almería                          | España | 2012–2013     | Segunda División   | 8        | 0     |
| San Fernando CD                     | España | 2013–2014     | Segunda B          | 14       | 2     |
| CD Guadalajara                      | España | 2014–2015     | Segunda B          | 36       | 11    |
| CD Lugo                             | España | 2015–2016     | Segunda División   | 7        | 1     |
| CF Fuenlabrada                      | España | 2016–2017     | Segunda B          | 24       | 4     |
| Real Murcia CF                      | España | 2017–2018     | Segunda B          | 12       | 1     |
| Barakaldo Club de Fútbol            | España | 2017–2018     | Segunda B          | 8        | 0     |
| Club de Fútbol Talavera de la Reina | España | 2018–2019     | Segunda B          | 34       | 10    |
| Club Lleida Esportiu                | España | 2019-2021     | Segunda B          | 48       | 4     |
| Águilas Fútbol Club                 | España | 2021-2022     | Segunda RFEF       | 16       | 2     |
| Club Deportivo Móstoles U.R.J.C.    | España | 2022          | Segunda RFEF       | 13       | 0     |
| Real Sociedad Deportiva Alcalá      | España | 2022-2023     | Tercera RFEF       | 29       | 5     |
| Club Deportivo Colonia Moscardó     | España | 2023-2024     | Segunda Federación |          |       |
| Club Deportivo Azuqueca             | España | 2024          | Tercera Federación |          |       |
| Club Deportivo Marchamalo           | España | 2024-presente | Tercera Federación |          |       |